# Мараді (регіон)
Мараді (фр. Maradi) — регіон в Нігері. Площа регіону Мараді дорівнює 41 796 км². Чисельність населення становить 3 117 810 чоловік (на 2011 рік). Щільність населення — 74,60 чол./км². Адміністративний центр — місто Мараді.

## Географія
Регіон Мараді розташований в південній частині Нігеру. На півночі від нього знаходиться провінція Агадес, на заході — провінція Тахуа, на сході — провінція Зіндер. На південь від Мараді проходить державний кордон Нігеру з Нігерією.
За природними умовами територія Мараді належить до зони сахель.

## Населення
Найбільша частина населення регіону — народ хауса.

## Адміністративний поділ

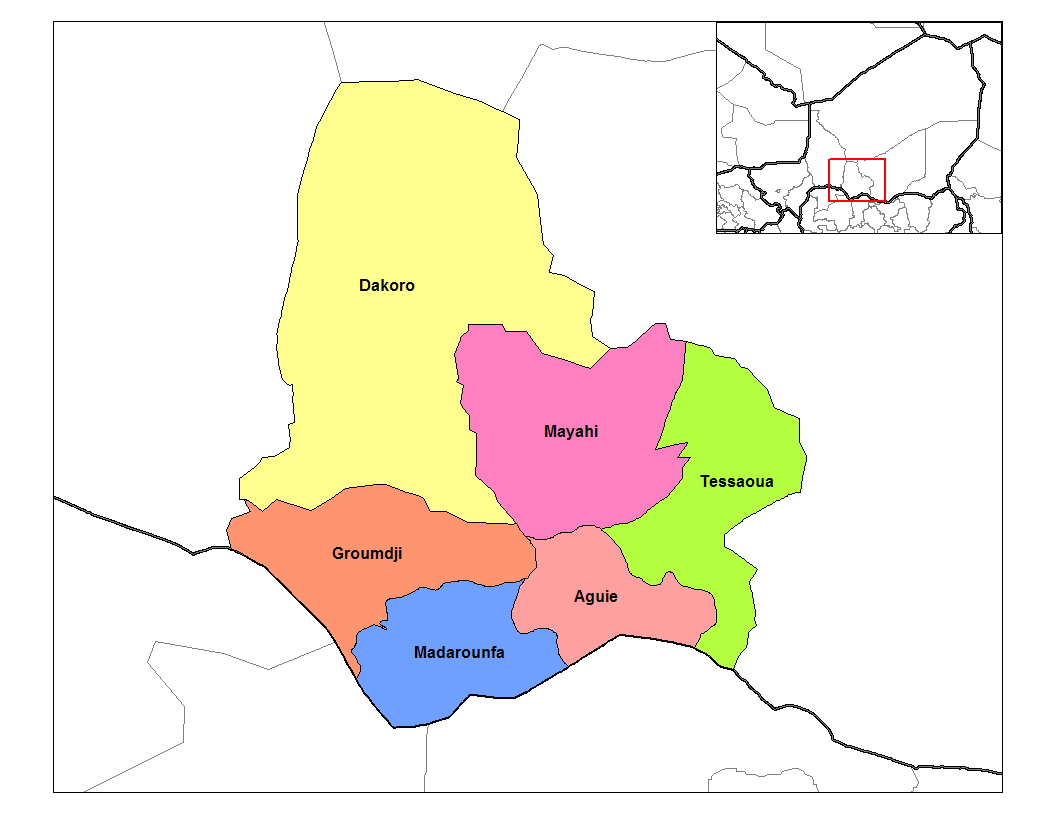
Департаменти регіону Мараді.

В адміністративному відношенні провінція поділяється на 6 департамантов та 1 муніципію (місто Мараді).
Департамент Агі (Aguié):
- Площа: 3001 км²
- Населення: 386 197 чол. (2011)

Департамент Дакоро (Dakoro):
- Поверхня: 17 670 км²
- Населення: 606 862 чол. (2011)

Департамент Гідан-Румджі (Guidan-Roumdji):
- Площа: 4929 км²
- Населення 485 743 чол. (2011)

Департамент Мадарунфа (Madarounfa):
- Площа: 3773 км²
- Населення: 612 798 чол. (2011)

Департамент Меахі (Mayahi):
- Площа: 6952 км²
- Населення 546 826 осіб. (2011)

Департамент Тесауа (Tessaoua):
- Площа: 5471 км²
- Населення: 479 384 чол. (2011)

## Економіка
Провінція Мараді є житницею Нігеру. Тут вирощуються тютюн, соя, пшениця, арахіс, бавовна; але насамперед — головні продуктові культури країни: просо і боби корніль.